# Zăicani, Telenești
Zăicani este un sat din cadrul comunei Ratuș din raionul Telenești, Republica Moldova.

## Istorie
A fost atestat documentar într-un document datat cu anii 1627-1628, în care apare în calitate de martor la o tranzacție Miron de Zăhăcani:
„Adecă eu, Grajdan și femeie mea Marica din târgu de Orheiu, de nimeni nevoiți și nesiliuiti, și ne-am pos ocina și via ce ni se alege din, sat din Teleniști, din văile cu fânul și țarini și den pădure și de unde-i hrana. Deci al pos zălog la Istrețel de Verejeni de-am luat o bute de vin de 90 de vedre derept 27 de taleri bani gata și 5 berbeci de mesărniți de rin 5 galbeni.

Deci le-am luat denaintea mulți omeni buni, și bătrâni și teniri, denaintea lui Iani cel bătrân de târgu de Orheiu și denaintea lui Zaharie de Verejeni și denaintea lui Miron de Zăhăcani și denaintea lui Romașco meserceul de târg de Orheiu și ...

Scris la Orheiu, și leat 7136 <1 septembrie 1627 - 31 august 1628 august>”